# Kim Poong-joo
Kim Poong-joo (1 de outubro de 1964) é um ex-futebolista profissional e treinador coreano, que atuava como goleiro.

## Carreira
Kim Poong-joo fez parte do elenco da Seleção Coreana de Futebol da Copa do Mundo de 1990 